# Асыввож (приток Рысь-Кедвы)
Асыввож (устар. Асыв-Вож) — река в России, протекает по Республике Коми. Левый приток реки Рысь-Кедва, впадает в неё на 32-м км от её устья. Длина реки составляет 19 км.

## Этимология
Данный гидроним этимологически происходит от коми-пермяцкого языка, в котором слово Асыв — утро, а слово Вож — приток; ветвь; ответвление.

## Данные водного реестра
По данным государственного водного реестра России относится к Двинско-Печорскому бассейновому округу, водохозяйственный участок реки — Вычегда от города Сыктывкар и до устья, речной подбассейн реки — Вычегда. Речной бассейн реки — Северная Двина.
Код объекта в государственном водном реестре — 03020200212103000021074.